# Pemphredon baltica
Pemphredon baltica är en stekelart som beskrevs av Merisuo 1972. Pemphredon baltica ingår i släktet Pemphredon, och familjen Crabronidae. Enligt den finländska rödlistan är arten starkt hotad i Finland. Arten är reproducerande i Sverige. Artens livsmiljö är kulturmarker och andra av människan skapade miljöer.